# Brani musicali al numero uno in Italia (2025)
La presente lista elenca le canzoni che hanno raggiunto la prima posizione nella classifica settimanale italiana Top Singoli, stilata durante il 2025 dalla Federazione Industria Musicale Italiana, in collaborazione con la GfK Retail and Technology Italia.

## Classifica
| Settimana | Settimana   | Settimana   | Brano             | Artista                     | Tot. sett. #1 | Note   |
| n°        | Inizio      | Fine        | Brano             | Artista                     | Tot. sett. #1 | Note   |
| --------- | ----------- | ----------- | ----------------- | --------------------------- | ------------- | ------ |
| 1         | 27 dicembre | 2 gennaio   | Il filo rosso     | Alfa                        | 1             | [ 1 ]  |
| 2         | 3 gennaio   | 9 gennaio   | Ayahuasca         | Simba La Rue feat. Tony Boy | 1             | [ 2 ]  |
| 3         | 10 gennaio  | 16 gennaio  | Oh mamma mia      | Guè feat. Rose Villain      | 1             | [ 3 ]  |
| 4         | 17 gennaio  | 23 gennaio  | DTMF              | Bad Bunny                   | 3             | [ 4 ]  |
| 5         | 24 gennaio  | 30 gennaio  | DTMF              | Bad Bunny                   | 3             | [ 5 ]  |
| 6         | 31 gennaio  | 6 febbraio  | DTMF              | Bad Bunny                   | 3             | [ 6 ]  |
| 7         | 7 febbraio  | 13 febbraio | Balorda nostalgia | Olly                        | 9             | [ 7 ]  |
| 8         | 14 febbraio | 20 febbraio | Balorda nostalgia | Olly                        | 9             | [ 8 ]  |
| 9         | 21 febbraio | 27 febbraio | Balorda nostalgia | Olly                        | 9             | [ 9 ]  |
| 10        | 28 febbraio | 6 marzo     | Balorda nostalgia | Olly                        | 9             | [ 10 ] |
| 11        | 7 marzo     | 13 marzo    | Balorda nostalgia | Olly                        | 9             | [ 11 ] |
| 12        | 14 marzo    | 20 marzo    | Balorda nostalgia | Olly                        | 9             | [ 12 ] |
| 13        | 21 marzo    | 27 marzo    | Balorda nostalgia | Olly                        | 9             | [ 13 ] |
| 14        | 28 marzo    | 3 aprile    | Balorda nostalgia | Olly                        | 9             | [ 14 ] |
| 15        | 4 aprile    | 10 aprile   | Balorda nostalgia | Olly                        | 9             | [ 15 ] |
| 16        | 11 aprile   | 17 aprile   | Neon              | Sfera Ebbasta e Shiva       | 4             | [ 16 ] |
| 17        | 18 aprile   | 24 aprile   | Neon              | Sfera Ebbasta e Shiva       | 4             | [ 17 ] |
| 18        | 25 aprile   | 1º maggio   | Neon              | Sfera Ebbasta e Shiva       | 4             | [ 18 ] |
| 19        | 2 maggio    | 8 maggio    | Neon              | Sfera Ebbasta e Shiva       | 4             | [ 19 ] |
| 20        | 9 maggio    | 15 maggio   | Piangere a 90     | Blanco                      | 2             | [ 20 ] |
| 21        | 16 maggio   | 22 maggio   | Ginevra           | Luchè feat. Geolier         | 1             | [ 21 ] |
| 22        | 23 maggio   | 29 maggio   | Piangere a 90     | Blanco                      | 2             | [ 22 ] |
| 23        | 30 maggio   | 5 giugno    | A me mi piace     | Alfa feat. Manu Chao        | 5             | [ 23 ] |
| 24        | 6 giugno    | 12 giugno   | A me mi piace     | Alfa feat. Manu Chao        | 5             | [ 24 ] |
| 25        | 13 giugno   | 19 giugno   | Désolée           | Anna                        | 6             | [ 25 ] |
| 26        | 20 giugno   | 26 giugno   | Désolée           | Anna                        | 6             | [ 26 ] |
| 27        | 27 giugno   | 3 luglio    | Désolée           | Anna                        | 6             | [ 27 ] |
| 28        | 4 luglio    | 10 luglio   | Désolée           | Anna                        | 6             | [ 28 ] |
| 29        | 11 luglio   | 17 luglio   | A me mi piace     | Alfa feat. Manu Chao        | 5             | [ 29 ] |
| 30        | 18 luglio   | 24 luglio   | Désolée           | Anna                        | 6             | [ 30 ] |
| 31        | 25 luglio   | 31 luglio   | Désolée           | Anna                        | 6             | [ 31 ] |
| 32        | 1º agosto   | 7 agosto    | A me mi piace     | Alfa feat. Manu Chao        | 5             | [ 32 ] |
| 33        | 8 agosto    | 14 agosto   | A me mi piace     | Alfa feat. Manu Chao        | 5             | [ 33 ] |